# Hawaii-Borstenzahndoktorfisch
Der Hawaii-Borstenzahndoktorfisch (Ctenochaetus hawaiiensis) lebt im gesamten zentralen Pazifik bei Hawaii, den Marianen, Palau, den Marshallinseln, Samoa, den Marquesas, den Gesellschaftsinseln bis an die Küste Australiens und Pitcairn.
Er lebt dort über tiefen Außenriffen mit starken Korallenbewuchs, bis in einer Tiefe von 40 Metern.
Er ist selten und lebt als Einzelgänger oder in kleinen Gruppen. Jungfische haben bis zu einer Länge von fünf Zentimeter eine blau-orange gemusterte, netzartige Zeichnung. Adulte Tiere bekommen eine gelb-braune Streifenzeichnung.